# 8月25日
8月25日（はちがつにじゅうごにち）は、グレゴリオ暦で年始から237日目（閏年では238日目）にあたり、年末まであと128日ある。

## できごと
- 1266年（文永3年7月24日） - 鎌倉幕府将軍・宗尊親王が京に送還されたのに伴い、宗尊親王の子で3歳の惟康親王が将軍に就任。
- 1550年（天文19年7月13日） - 毛利元就が家中で専横が目立った井上元兼一族を粛清。
- 1758年 - 七年戦争: ツォルンドルフの戦い。
- 1825年 - ウルグアイがブラジルからの分離独立を宣言。
- 1830年 - ベルギー独立革命が始まる。
- 1875年 - マシュー・ウェッブがドーバー海峡を泳ぎ渡り、史上最初のイギリス海峡横断泳者（英語版）となる。
- 1883年 - フランスとベトナムが、アルマン条約に調印[1]。アンナン・トンキンがフランスの属領となる。
- 1884年 - 大型台風が日本を襲い、甚大な被害をもたらす。
- 1894年 - 北里柴三郎がペスト菌を発見[2]。
- 1912年 - 孫文・宋教仁らが国民党を結成。
- 1916年 - アメリカ合衆国国立公園局設立。
- 1919年 - 三菱銀行設立。
- 1920年 - ポーランド・ソビエト戦争：ワルシャワの戦いが終結[3]。
- 1922年 - 信濃川の大河津分水路が完成し、通水。
- 1931年 - 羽田飛行場（現東京国際空港）が開港。
- 1936年 - 山口県防府市が市制施行。
- 1937年 - 中国で紅軍を改組して八路軍が誕生。
- 1941年 - 第二次世界大戦: イギリス・ソビエト連邦がイラン進駐を開始。
- 1942年 - 第二次世界大戦・ニューギニアの戦い: ラビの戦い（ミルン湾の戦い）が始まる。
- 1944年 - 第二次世界大戦: パリの解放が完了。パリがドイツの占領から解放される。
- 1944年 - 第二次世界大戦: ルーマニア王国が対独宣戦布告（ルーマニア革命）。
- 1958年 - 世界初のインスタントラーメン「チキンラーメン」（日清食品）発売開始。85グラム入りで35円で販売された。
- 1960年 - 第17回夏季オリンピック、ローマオリンピックが開幕。9月11日まで。
- 1964年 - 前日千葉県習志野市の病院で死亡した患者がコレラに感染していたことが判明。翌26日には死亡患者の同宿者からもコレラ菌が検出され、習志野市一帯をコレラ汚染地帯として大規模な殺菌・予防接種を実施する事態に。
- 1980年 - ジンバブエが国際連合に加盟[4]。
- 1981年 - アメリカの惑星探査機「ボイジャー2号」が土星に最接近。
- 1989年 - 山下徳夫内閣官房長官が女性問題により在任16日目で辞任し、後任に初の女性官房長官となる森山眞弓が就任[5]。
- 1989年 - アメリカの惑星探査機「ボイジャー2号」が海王星に最接近。
- 1991年 - ベラルーシがソビエト連邦から独立。
- 1991年 - クロアチア紛争: ヴコヴァルの戦い（英語版）が始まる。
- 1995年 - 山下組組員警官誤射殺事件。
- 2001年 - ノルウェー王太子ホーコンとメッテ＝マリットが結婚。
- 2005年 - ハリケーン・カトリーナがフロリダ半島に上陸。
- 2006年 - 福岡海の中道大橋飲酒運転事故。
- 2007年 - 2007年世界陸上競技選手権大会が大阪の長居陸上競技場で開幕。
- 2007年 - 闇サイト殺人事件。
- 2009年 - 韓国初の人工衛星打ち上げロケット「羅老」1号機が打ち上げ。衛星の軌道投入ができず打ち上げ失敗[6]。
- 2012年 - ボイジャー1号が太陽から約190億kmの地点で太陽圏を離脱。太陽圏を離脱した初めての人工物となる[7]。
- 2017年 - ミャンマー、ラカイン州でアラカン・ロヒンギャ救世軍が治安施設を襲撃[8]。
- 2020年 - ジャパンサーチが正式公開。
- 2021年  -  横浜DeNAベイスターズの牧秀悟がサイクル安打を達成。

## 誕生日
- 1530年 - イヴァン4世（イヴァン雷帝）[9]、モスクワ大公国のツァーリ（+ 1584年）
- 1561年 - フィリッペ・ファン・ランスベルゲ、天文学者（+ 1632年）
- 1707年 - ルイス1世、スペイン王（+ 1724年）
- 1722年（享保7年7月14日）- 板倉勝興、第3代庭瀬藩主（+ 1796年）
- 1724年 - ジョージ・スタッブス、画家（+ 1806年）
- 1744年 - ヨハン・ゴットフリート・ヘルダー、哲学者・詩人（+ 1803年）
- 1753年（宝暦3年7月27日）- 一柳頼欽、第6代小松藩主（+ 1796年）
- 1761年（宝暦11年7月25日）- 板倉勝長、第8代福島藩主（+ 1815年）
- 1767年 - ルイ・アントワーヌ・ド・サン＝ジュスト、フランス革命の指導者（+ 1794年）
- 1768年 - ルートヴィヒ1世、バイエルン王（+ 1868年）
- 1775年（安永4年7月30日）- 松前章広、第9代松前藩主（+ 1833年）
- 1818年 - トーマス・ウェード、外交官、言語学者（+ 1895年）
- 1819年 - アラン・ビンカートン、私立探偵
- 1841年 - エーミール・テオドール・コッハー、医学者（+ 1917年）
- 1843年 - 井上勝、武士、政治家（+ 1910年）
- 1843年（天保14年8月1日）- 内藤政敏、第12代湯長谷藩主（+ 1863年）
- 1845年 - ルートヴィヒ2世、バイエルン王（+ 1886年）
- 1850年 - パーヴェル・アクセリロード（思想家）（+ 1928年）
- 1868年 - 山田美妙、作家（+ 1910年）
- 1869年 - トム・カイリー、陸上競技選手（+ 1951年）
- 1892年 - 藤田亮策、考古学者（+ 1960年）
- 1894年 - アルフレート・ベルガー、フィギュアスケート選手（+ 1966年）
- 1896年 - 渋沢敬三、第16代日本銀行総裁、実業家、民俗学者（+ 1963年）
- 1896年 - 三田村四郎、労働運動家、戦前の日本共産党幹部（+ 1964年）
- 1899年 - ガイ・バトラー、陸上競技選手（+ 1981年）
- 1900年 - ハンス・クレブス、化学者（+ 1981年）
- 1900年 - 石川恒太郎、歴史家（+ 1990年）
- 1902年 - 菊池正士、物理学者（+ 1974年）
- 1902年 - シュテファン・ヴォルペ、作曲家（+ 1972年）
- 1906年 - 森清、図書館司書、日本十進分類法の生みの親（+ 1990年）
- 1909年 - アイリーン・ヒスコック、陸上競技選手（+ 1958年）
- 1910年 - 水木洋子、脚本家（+ 2003年）
- 1910年 - ドロテア・タニング、画家（+ 2012年）
- 1911年 - ビビ＝アンネ・フルテン、フィギュアスケート選手（+ 2003年）
- 1911年 - ヴォー・グエン・ザップ、軍人、政治家（+ 2013年）
- 1912年 - 福田恆存、文芸評論家、劇作家、英文学者（+ 1994年）
- 1912年 - 村上三島、書家（+ 2005年）
- 1912年 - エーリッヒ・ホーネッカー、東ドイツ国家評議会議長（+ 1994年）
- 1913年 - 徳永正利、政治家（+ 1990年）
- 1914年 - 笠置シヅ子、歌手（+ 1985年）
- 1916年 - フレデリック・チャップマン・ロビンス、医学者（+ 2003年）
- 1917年 - メル・ファーラー、俳優（+ 2008年）
- 1918年 - レナード・バーンスタイン、作曲家、指揮者（+ 1990年）
- 1919年 - 葛原繁、歌人（+ 1993年）
- 1919年 - エルンスト・バルクマン、武装親衛隊の曹長（+ 2009年）
- 1919年 - ジョージ・ウォレス、アラバマ州知事（+ 1998年）
- 1920年 - 三好豊一郎、詩人（+ 1992年）
- 1920年 - 政野岩夫、プロ野球選手（+ 1944年）
- 1921年 - モンティ・ホール、クイズ司会者（+ 2017年）
- 1922年 - 山川武範、元プロ野球選手（+ 1981年）
- 1922年 - イヴリー・ギトリス、ヴァイオリニスト（+ 2020年）
- 1924年 - 増村保造、映画監督（+ 1986年）
- 1924年 - 宮下信明、元プロ野球選手（+ 2005年）
- 1925年 - 荻昌弘、映画評論家（+ 1988年）
- 1927年 - 久武綾子、日本史学者
- 1928年 - 三條美紀、女優（+ 2015年）
- 1928年 - ハーバート・クレーマー、物理学者（+ 2024年）
- 1930年 - ショーン・コネリー、俳優（+ 2020年[10][11]）
- 1931年 - 山村美紗、小説家（+ 1996年）
- 1933年 - ウェイン・ショーター、ジャズサクソフォーン奏者、作曲家（+ 2023年）
- 1935年 - 田宮二郎、俳優（+ 1978年）
- 1935年 - 大井光雄、元プロ野球選手
- 1937年 - 石原健太郎、政治家（+ 2020年[12]）
- 1938年 - フレデリック・フォーサイス、小説家（+ 2025年）
- 1939年 - ジョン・バダム、映画監督
- 1939年 - 島田源太郎、元プロ野球選手（+ 2024年）
- 1939年 - 橘家文蔵、落語家（+ 2001年）
- 1939年 - コシノジュンコ、ファッションデザイナー
- 1940年 - 木内貴史、元バスケットボール選手
- 1941年 - 松丸国照、地質学者
- 1942年 - 井上勝巳、元プロ野球選手
- 1942年 - 溝口舜亮、俳優（+2016年）
- 1943年 - 林美雄、アナウンサー（+ 2002年）
- 1943年 - 光本幸子、女優（+ 2013年）
- 1946年 - 西田憲正、実業家、東横イン創業者
- 1948年 - きたろう、タレント（シティボーイズ）
- 1949年 - 多田しげお、アナウンサー
- 1949年 - ジーン・シモンズ、ミュージシャン（キッス）
- 1949年 - サリフ・ケイタ、シンガーソングライター
- 1950年 - ライナー・キュッヒル、ヴァイオリニスト
- 1951年 - 沢木郁也、声優
- 1951年 - ロブ・ハルフォード、ミュージシャン（ジューダス・プリースト）
- 1952年 - 三原渡、元アナウンサー
- 1952年 - 白山宣之、漫画家（+ 2012年）
- 1952年 - 渡辺進、元プロ野球選手
- 1952年 - ジェフ・ダウンズ、ミュージシャン
- 1952年 - ヴィジャヤカーント、俳優、政治家（+ 2023年）
- 1953年 - 川島宏治、元アナウンサー
- 1954年 - エルヴィス・コステロ、ミュージシャン
- 1955年 - 佐藤正午、小説家
- 1955年 - 松澤一之、俳優
- 1955年 - ジョン・マッギオーク、ミュージシャン（+ 2004年）
- 1956年 - 岡田武史、元サッカー選手、指導者
- 1956年 - ヘンリ・トイヴォネン、ラリードライバー（+ 1986年）
- 1958年 - ティム・バートン、映画監督
- 1958年 - 岩井三四二、小説家
- 1959年 - 佐藤恒治、俳優
- 1960年 - アルバート・ベル、元プロ野球選手
- 1960年 - 田中宏幸、ベーシスト（+ 2006年）
- 1961年 - 大越健介、ジャーナリスト
- 1962年 - 横須賀昌美、歌手、女優
- 1963年 - 池頼広、作曲家
- 1963年 - 平野洋一郎、実業家
- 1964年 - マキシム・コンツェビッチ、数学者
- 1965年 - 片山修、テレビディレクター、映画監督
- 1965年 - 板倉賢司、元プロ野球選手
- 1965年 - 森昌彦、元野球選手
- 1966年 - マービン・レノアー、ミュージシャン
- 1967年 - 高部知子、元タレント
- 1967年 - 檜山修之[13][14]、声優
- 1968年 - 上田剛士、ミュージシャン（THE MAD CAPSULE MARKETS）
- 1968年 - 三井ゆり、タレント
- 1969年 - 楠田敏之、声優
- 1970年 - 石井琢朗、元プロ野球選手
- 1970年 - 速水昌未、元歌手、元女優
- 1970年 - クラウディア・シファー、スーパーモデル
- 1970年 - 郝海東、元サッカー選手
- 1971年 - 東野純直、ミュージシャン
- 1971年 - 石井貴、元プロ野球選手
- 1971年 - マイケル・チャック、フィギュアスケート選手
- 1972年 - 本間満、元プロ野球選手
- 1972年 - アンディ・エイバッド、元プロ野球選手
- 1973年 - 山内康一、政治家
- 1973年 - 路木龍次、元サッカー選手
- 1973年 - 渡辺英雄、声優
- 1974年 - 大島衣恵、能楽師
- 1974年 - ゲイリー・マシューズ・ジュニア、元プロ野球選手
- 1975年 - 国井律子、エッセイスト
- 1975年 - ペトリア・トーマス、競泳選手
- 1975年 - 林田堅吾、元プロ野球選手
- 1975年 - 福岡幸治、元ラグビー選手
- 1976年 - ペドロ・フェリシアーノ、元プロ野球選手（+ 2021年）
- 1976年 - 大嶽香子、ミュージシャン（ナチュラル ハイ）
- 1977年 - 浅野真澄、声優
- 1977年 - 琴春日桂吾、元大相撲力士
- 1977年 - アルベルト・アコスタ、元プロ野球選手
- 1978年 - ジャーシム・ビン・ハマド・アール＝サーニー、カタールの廃太子
- 1979年 - 和田正人、俳優
- 1979年 - 川口知哉、元プロ野球選手
- 1980年 - 北川賢一、ミュージシャン
- 1981年 - 石塚久也、競艇選手
- 1981年 - 倉田麗華、政治家、練馬区議会議員
- 1981年 - 御神本訓史、騎手
- 1981年 - 濱津隆之、俳優
- 1981年 - 渡辺大剛、冒険家、登山家（+ 2012年）
- 1982年 - 荒木健太朗、俳優
- 1982年 - 江添建次郎、元サッカー選手
- 1983年 - 松原渓、スポーツライター、元グラビアアイドル
- 1983年 - 阿夢露光大、元大相撲力士
- 1983年 - 大堀恵、タレント（元SDN48）
- 1983年 - 中林佑輔、元プロ野球選手
- 1984年 - 海川ひとみ、元グラビアアイドル
- 1984年 - 小川佳純、サッカー選手
- 1984年 - 森花子、NHKアナウンサー
- 1984年 - 伊藤ゆみ、女優、歌手
- 1985年 - 中野友加里、元フィギュアスケート選手
- 1985年 - 三谷哲也、囲碁棋士
- 1986年 - カリアン・サムス、プロ野球選手
- 1986年 - カン・イソク、人権活動家、反戦平和運動家
- 1987年 - ジャスティン・アップトン、プロ野球選手
- 1987年 - エイミー・マクドナルド、シンガーソングライター
- 1987年 - MADOKA、タレント、歌手
- 1987年 - ローガン・モリソン、プロ野球選手
- 1987年 - ブレイク・ライブリー、女優
- 1987年 - 劉亦菲、女優、歌手
- 1987年 - アダム・ウォーレン、プロ野球選手
- 1988年 - 長沢駿、サッカー選手
- 1988年 - 舘谷恵利子、ファッションモデル
- 1988年 - Maika、ミュージシャン（Mi）
- 1988年 - ダイアナ・ガーネット、歌手
- 1988年 - ファン・グァンヒ、アイドル、タレント（ZE:A）
- 1990年 - 錦木徹也、大相撲力士
- 1990年 - 緒方凌介、元プロ野球選手
- 1990年 - 神咲詩織、タレント、元AV女優
- 1991年 - 多田瑞穂、元グラビアアイドル
- 1991年 - 駒形友梨、声優
- 1992年 - 夏焼雅、歌手（PINK CRES.）
- 1992年 - 高塚智人、声優
- 1992年 - リカルド・ロドリゲス、サッカー選手
- 1992年 - 前田裕太、お笑いタレント（ティモンディ）
- 1992年 - 荒西祐大、プロ野球選手
- 1995年 - オン・ソンウ、アイドル、俳優（元Wanna One）
- 1995年 - ドウン、ミュージシャン（DAY6）
- 1996年 - 渋谷凪咲、タレント（元NMB48）
- 1996年 - タン、アイドル（Ciipher）
- 1996年 - 石橋尚也、ラグビー選手
- 1996年 - 松久保明梨、サッカー選手
- 1997年 - 中村あやの、元タレント
- 1997年 - 町田浩樹、 サッカー選手
- 1997年 - 森下暢仁、プロ野球選手
- 1997年 - ケイティ・オーメロッド、スノーボード選手
- 1998年 - 榊原翼、元プロ野球選手
- 1998年 - 堺萌香、女優（元HKT48）
- 1998年 - 喜多隆介、プロ野球選手
- 1998年 - 安藤令奈、タレント
- 1998年 - 西山裕香、サッカー選手
- 2000年 - 竹内夏紀、アイドル（元つりビット）
- 2000年 - 桃果、ファッションモデル
- 2000年 - 古賀輝希、プロ野球選手
- 2001年 - 宮城大弥、プロ野球選手
- 2001年 - JEROME、アイドル（TO1）
- 2003年 - 田村俊介、プロ野球選手
- 2003年 - 野畑美咲、射撃選手
- 2005年 - 明瀬諒介、プロ野球選手
- 2005年 - 平田大樹、プロ野球選手
- 2006年 - アンドレア・キミ・アントネッリ、レーシングドライバー
- 2007年 - 風見和香、アイドル（私立恵比寿中学）
- 2008年 - 土屋希乃[15]、子役
- 2010年 - 田中誠人、俳優
- 生年不明 - 朝比奈優樹、声優
- 生年不明 - 石橋美佳、声優
- 生年不明 - 田嶌紗蘭、声優
- 生年不明 - 中条智世、声優、女優、歌手

## 忌日

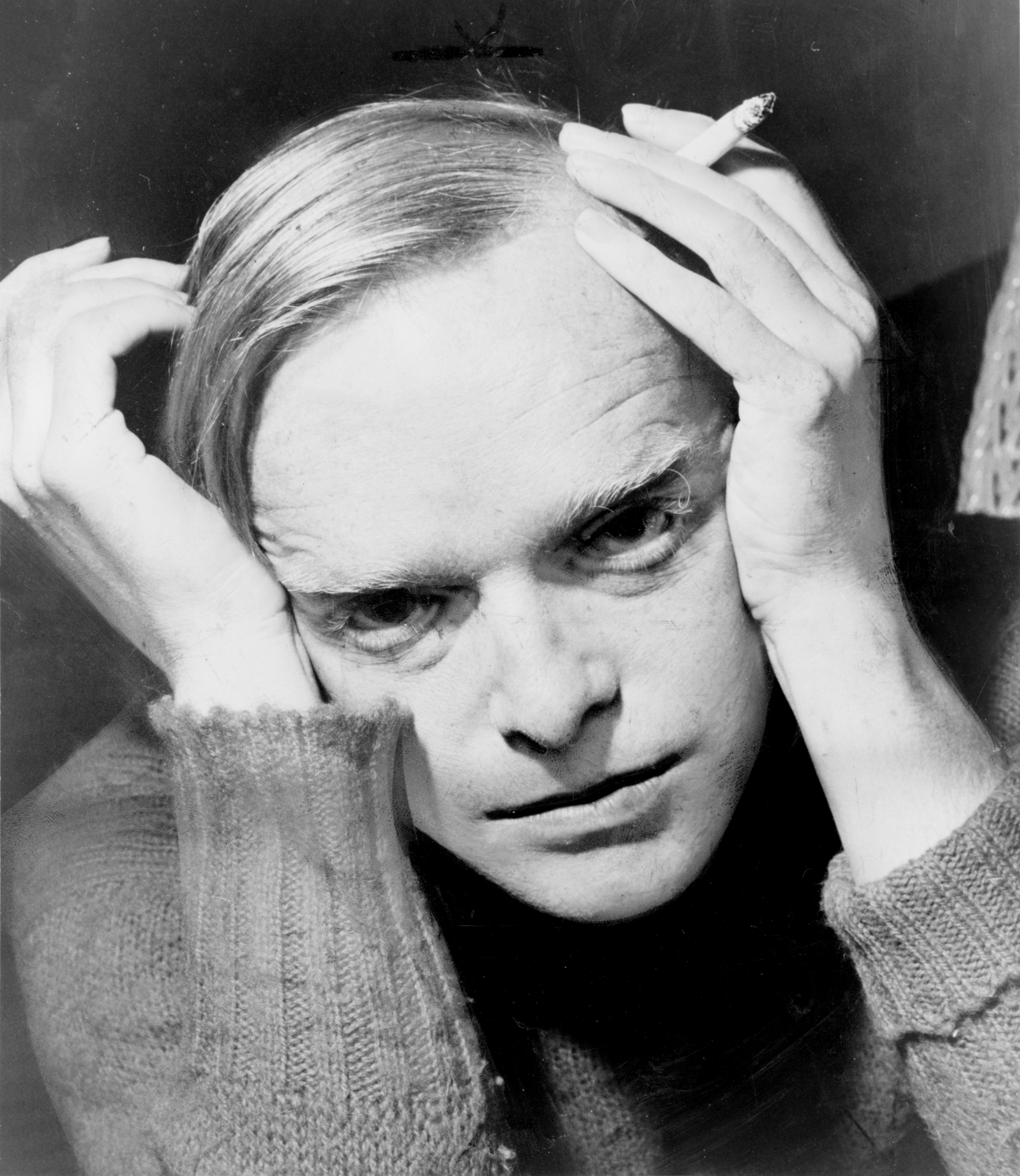
作家トルーマン・カポーティ(1924-1984)没

- 383年 - グラティアヌス、ローマ皇帝（* 359年）
- 1192年 - ユーグ3世、ブルゴーニュ公（* 1142年）
- 1270年 - ルイ9世[16]、フランス国王（* 1214年）
- 1333年 - ムハンマド4世、ナスル朝スルターン（* 1315年）
- 1482年 - マーガレット、イングランド王ヘンリー6世の妃（* 1429年）
- 1486年（文明18年7月26日） - 太田道灌、室町時代の武将、江戸城の築城者（* 1432年）
- 1550年（天文19年7月13日） - 井上元兼、戦国武将（* 1486年）
- 1592年（天正20年7月18日） - 島津歳久、戦国武将（* 1537年）
- 1600年（慶長5年7月17日） - 細川玉（洗礼名：ガラシャ）[17]、細川忠興の正室、明智光秀の娘（* 1563年）
- 1600年（慶長5年7月17日） - 中村一氏、戦国武将
- 1662年（寛文2年7月12日） - 酒井忠勝、江戸幕府大老、小浜藩主（* 1587年）
- 1688年 - ヘンリー・モーガン、カリブ海の海賊（* 1635年）
- 1699年 - クリスチャン5世、デンマーク王（* 1646年）
- 1742年 - カルロス・セイシャス、作曲家（* 1704年）
- 1774年 - ニコロ・ヨンメッリ、作曲家（* 1714年）
- 1776年 - デイヴィッド・ヒューム、哲学者（* 1711年）
- 1805年 - ウィリアム・ヘンリー、イギリスの王族（* 1743年）
- 1819年 - ジェームズ・ワット、技術者（* 1736年）
- 1822年 - ウィリアム・ハーシェル、天文学者（* 1738年）
- 1840年 - カール・インマーマン、小説家（* 1796年）
- 1867年 - マイケル・ファラデー、物理学者（* 1791年）
- 1882年 - フリードリヒ・レインホルト・クロイツヴァルト、作家（* 1803年）
- 1900年 - フリードリヒ・ニーチェ、哲学者（* 1844年）
- 1904年 - アンリ・ファンタン＝ラトゥール、画家、版画家（* 1836年）
- 1908年 - アンリ・ベクレル、物理学者（* 1852年）
- 1910年 - 梅謙次郎、法学者（* 1860年）
- 1913年 - 田波御白、歌人（* 1885年）
- 1919年 - ヴィクトール・クノール、天文学者（* 1840年）
- 1925年 - フランツ・コンラート・フォン・ヘッツェンドルフ、オーストリア＝ハンガリー帝国軍の参謀総長（* 1852年）
- 1936年 - レフ・カーメネフ、ソビエト連邦の共産党幹部（* 1883年）
- 1936年 - グリゴリー・ジノヴィエフ、ソビエト連邦の共産党幹部（* 1883年）
- 1942年 - ジョージ、ケント公（* 1902年）
- 1946年 - アルノルト・ロゼ、ヴァイオリニスト（* 1863年）
- 1955年 - 北沢楽天、漫画家、日本画家（* 1876年）
- 1956年 - アルフレッド・キンゼイ、性科学者（* 1894年）
- 1958年 - レオ・ブレッヒ、指揮者（* 1871年）
- 1964年 - 2代目三遊亭圓歌、落語家（* 1890年）
- 1964年 - 八田尚之、脚本家（* 1905年）
- 1967年 - ポール・ムニ、俳優（* 1895年）
- 1969年 - ハリー・ハモンド・ヘス、海洋科学者（* 1906年）
- 1970年 - 内藤多仲、建築家（* 1886年）
- 1973年 - 倉金章介、漫画家（* 1914年）
- 1973年 - 緒方知三郎、病理学者（* 1883年）
- 1976年 - エイヴィンド・ユーンソン、小説家（* 1900年）
- 1979年 - 朝比奈宗源、臨済宗の僧侶（* 1891年）
- 1984年 - トルーマン・カポーティ、小説家（* 1924年）
- 1984年 - ウェイト・ホイト、元プロ野球選手（* 1899年）
- 1984年 - 田畑政治、教育者、新聞記者、水泳指導者（* 1898年）
- 1985年 - サマンサ・スミス、米最年少の親善大使（* 1972年）
- 1990年 - 滝田ゆう、漫画家（* 1932年）
- 1991年 - 松前重義、東海大学創設者、日本社会党衆議院議員、科学者（* 1901年）
- 1991年 - 芝木好子、小説家（* 1914年）
- 1993年 - 平川唯一、アナウンサー（* 1902年）
- 1995年 - 雍仁親王妃勢津子、皇族、秩父宮雍仁親王の妃（* 1909年）
- 1997年 - 永田耕衣、俳人（* 1900年）
- 1998年 - 工藤巌、岩手県知事（* 1921年）
- 1999年 - カルロス・エルナイティング、冷戦時のパラグアイ農牧大臣（* 1899年）
- 2001年 - アリーヤ、歌手（* 1979年）
- 2001年 - 松尾銀三、声優（* 1951年）
- 2005年 - レイハン、ポップ・フォーク歌手（* 1986年）
- 2006年 - 高木東六、作曲家（* 1904年）
- 2007年 - レイモン・バール、政治家、元フランス首相（* 1924年）
- 2007年 - 渡辺秀武、元プロ野球選手（* 1941年）
- 2008年 - ペール・ヘンリク・ノルドグレン、作曲家（* 1944年）
- 2008年 - 深浦加奈子、女優（* 1960年）
- 2009年 - 上山善紀、実業家（* 1914年）
- 2009年 - 細川隆一郎、政治評論家・元毎日新聞編集局顧問（* 1919年）
- 2009年 - エドワード・ケネディ、アメリカ合衆国上院議員（* 1932年）
- 2012年 - ニール・アームストロング、宇宙飛行士（* 1930年）
- 2016年 - ロナルド・ポール・デード、元プロ野球選手 (* 1951年)
- 2018年 - 麻生美代子、声優（* 1926年）
- 2019年 - 加納一朗、小説家（* 1928年）
- 2019年 - フェルディナント・ピエヒ、技術者、実業家（* 1937年）
- 2020年 - 梅野泰靖[18][19]、俳優（* 1933年）
- 2021年 - 鄭哲敏、物理学者（* 1924年）
- 2022年 - メイブル・ジョン、ソウル歌手（* 1930年）
- 2022年 - 小林七郎、アニメーション美術監督（* 1932年）
- 2022年 - ヘルマン・ファンスプリンヘル、自転車競技選手（* 1943年）
- 2023年 - セルゲイ・フィラートフ、政治家（* 1936年）
- 2023年 - 岡部耕大、劇作家（* 1945年）

## 記念日・年中行事
- 独立記念日（ ウルグアイ）
1825年8月25日にウルグアイがブラジルから分離独立した。
- 川柳発祥の日（ 日本）
宝暦7年（1757年）旧暦8月25日に柄井川柳が最初の川柳評万句合を開始したことを記念し、川柳学会が制定。
- 東京国際空港開港記念日（ 日本）
1931年のこの日、羽田に東京飛行場（現在の東京国際空港、通称 羽田空港）が開港した。
- チキンラーメン誕生の日・即席ラーメン記念日（ 日本）
1958年のこの日に、日清食品が世界初の即席ラーメンである「チキンラーメン」の発売を開始したことに由来し、日清食品が制定。